# Justin Fitzpatrick
Justin Michael Fitzpatrick (Chichester, 21 novembre 1973) è un ex rugbista a 15 e allenatore di rugby a 15 irlandese, già pilone, tra gli altri, di London Irish e Ulster, e da allenatore commissario tecnico dell'Irlanda femminile, del Pakistan e, dal 2013, assistente sulla panchina della Nazionale degli Stati Uniti.

## Biografia
Nativo di Chichester, in West Sussex, in una famiglia di origine irlandese, Fitzpatrick crebbe come pilone nella squadra inglese del Bognor, della viciniore Bognor Regis; nel 1994 passò nella Premiership nelle file dei London Irish, in cui militò fino al 1998.
Lasciata Londra fu ingaggiato a Belfast dalla formazione provinciale irlandese dell'Ulster con cui si aggiudicò la Heineken Cup al primo anno.
A giugno 1998 esordì a Bloemfontein per l'Irlanda contro il Sudafrica, e già un anno dopo fece parte della squadra alla Coppa del Mondo di rugby 1999 nelle Isole Britanniche.
Nel 2003 terminò il suo impegno con l'Ulster e firmò un contratto biennale con i francesi del Castres; poco prima della Coppa del Mondo di rugby 2003 Fitzpatrick, che non era stato convocato nei trenta giocatori, fu comunque aggregato alla squadra come possibile rimpiazzo, ma il Castres non diede il permesso alla federazione irlandese di fargli disputare alcune amichevoli di preparazione; fu comunque aggiunto alla squadra come rimpiazzo e prese parte alla spedizione mondiale in Australia, anche se mai utilizzato; all'epoca il suo test match più recente era dell'agosto 2003 contro l'Italia e tale rimase, perché dopo la Coppa del Mondo non fu più convocato.
Terminato anche il contratto con Castres tornò all'Ulster con un accordo triennale nel 2005, con la speranza di tornare anche nel giro della Nazionale, anche se tale ultimo desiderio non fu soddisfatto; nel 2008 prolungò il contratto di altri due anni fino al 2010.
Alla fine del suo impegno giunse il ritiro.
Nel suo ultimo anno di attività aveva assunto anche la direzione tecnica del Dungannon, il club con cui disputava il campionato irlandese.
Nel 2012 fu chiamato dalla Federazione pakistana per allenare la squadra Pakistan che si preparava ad affrontare la terza divisione dell'Asian Five Nations, parte delle qualificazioni asiatiche alla Coppa del Mondo 2015, anche se l'esperienza si concluse con due sconfitte contro India e Indonesia.
Trasferitosi a Seattle, negli Stati Uniti, nel 2013, ivi prese la direzione tecnica del Seattle Old Puget Sound Beach, nel 2014 rinominato Seattle Saracens dopo l'accordo di collaborazione con il noto club della Premiership, i Saracens; contemporaneamente assunse anche l'incarico di allenatore degli avanti della Nazionale degli Stati Uniti, che al 2015 tuttora detiene.

## Palmarès
- Celtic League: 1
Ulster: 2005-06
- Heineken Cup: 1
Ulster: 1998-99
- All-Ireland League: 1
Dungannon: 2000-01